# Залом (река)
Залом — река на острове Сахалин, правый приток реки Большой Такой, принадлежит к бассейну реки Найба.
Впадает в реку Большой Такой за 2,7 км от её впадения в Найба, протекает по территории Долинского городского округа Сахалинской области.
Общая протяжённость реки составляет 15 км. Площадь водосборного бассейна составляет 90,6 км². Общее направление течения с юга на север.

## Данные водного реестра
По данным государственного водного реестра России относится к Амурскому бассейновому округу.
Код объекта в государственном водном реестре — 20050000212118300005734.